# شهرستان اسماعیللی
اسماعیللی (به لاتین: İsmayıllı) نام بخشی در شمال شرقی جمهوری آذربایجان است. تات‌ها، آذری‌ها، ارمنی‌ها، روس‌ها و لزگی‌ها از ساکنین شهرستان اسماعیللی هستند.